# 야나와라바
야나와라바(일본어: やなわらばー)는 일본의 여성 2인조 음악 그룹이다. 2003년에 결성되었으며 2020년에 해체되었다.

## 멤버
- 아이자토 리오(東里梨生)

보컬, 통기타, 하모니카를 담당하고있다.
- 이시가키 유(石垣優)

보컬, 산신, 오카리나를 담당하고있다.
두 사람 모두 오키나와현 이시가키시출신이다.

## 그룹 이름의 뜻
그룹 이름인 야나와라바(やなわらばー)는 오키나와섬의 방언으로, 야나(やな)는 싫은·나쁜, 와라바(わらばー)는 어린 아이라는 뜻이다. 합쳐서 장난꾸러기라는 뜻이다.

## 음반 목록

### 싱글
1. 変わらぬ「青」 카와라누 아오[*] (2003년 12월 10일)
2. ありの歌 아리노 우타[*] (2004년 12월 8일)
3. 空をこえて　海をこえて 소라오코에테 우미오코에테[*] (2005년 8월 31일)
4. 唄の島 우타노 토리[*] (2006년 7월 5일)
5. 「拝啓○○さん」 하이케이○○상[*] (2006년 11월 15일)
  - 「拝啓○○さん」 ～スペシャルパッケージ～ 하이케이○○상 ~스페셜 팩지키~[*] (2007년 2월 14일)
6. 夢を見た 유메오미타[*] (2007년 5월 23일)
7. いちごいちえ  이치고이치에[*] (2007년 7월 25일)
8. サクラ 사쿠라[*] (2008년 2월 6일)
9. ぷれぜんと 후레젠토[*] (2008년 11월 5일)
10. たからもの 다카라모노[*] (2009년 4월 22일)

### 앨범
1. 青い宝 아오이 타카라[*] (2004년 4월 21일)
2. 歌ぐすい 우타구수이[*] (2007년 8월 29일)
3. 凪唄 나기우타[*] (2008년 9월 17일)